# As-Salih Hajji

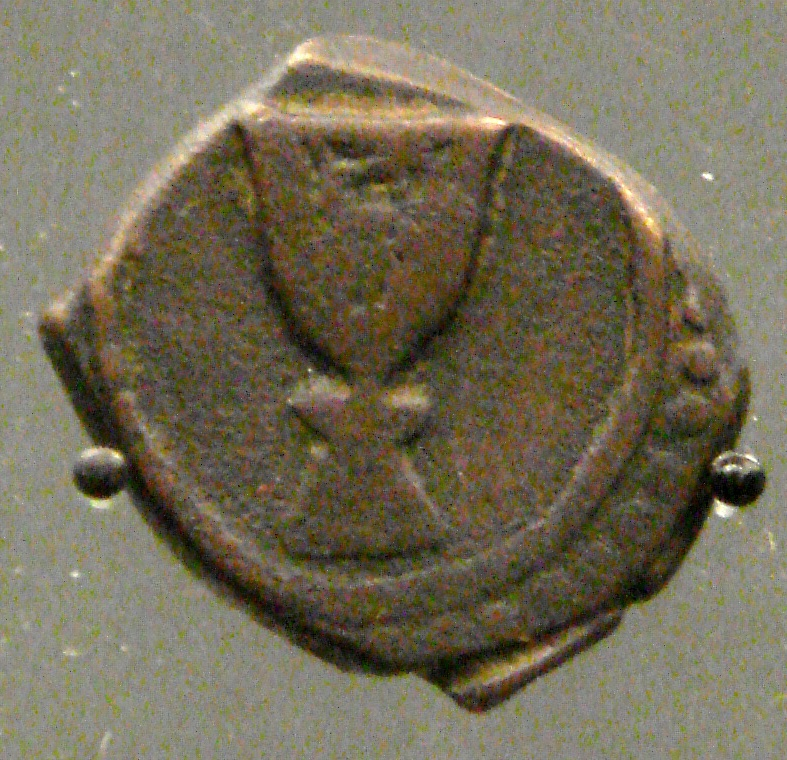
Fals de cobre de Mamluk Haji II.

As-Salih Hajji (Epíteto: As-Salih Salah Zein al-Din Hajji II), también Haji II, fue un gobernante mameluco y el último gobernante de la dinastía Bahri. Volvió a gobernar brevemente en 1389, durante el advenimiento de la dinastía Burji. Cayó como rehén de Barquq antes de la pequeña batalla de Marj al-Saffar en 1390. Era hijo de Shaban II.

## Primer reinado
Después de la muerte del sultán al-Mansur Ali II en mayo de 1381, el poderoso emir mameluco circasiano Barquq puso a otro descendiente de la dinastía Qalawun en el trono con el menor de edad al-Salih Hajji. Según las fuentes, el nuevo sultán era un niño depravado y precoz y un sádico al que le encantaba atormentar a las mujeres de su harén. En noviembre de 1382, Barquq decidió, un poco prematuramente, que era lo suficientemente poderoso como para convertirse en sultán. Ante graves disturbios en Siria, se hizo patente la necesidad de un hombre fuerte al frente del sultanato. Hajji II fue depuesto y Barquq pudo obtener su reconocimiento como el primer sultán de la dinastía circasiana Burji después de una feroz lucha, en el transcurso de la cual eliminó a los competidores.

## Segundo reinado
Resultó que la toma de poder de Barquq en 1382 fue un poco prematura y culminó en otro período de agitación política y guerra civil. En 1389, bajo el liderazgo de los gobernadores de Malatya, en el este de Anatolia, y Alepo, es decir, los emires Mintash y Yalbugha, hubo un levantamiento de los gobernadores sirios. Apoyados por teólogos árabes, algunos de estos mamelucos querían entregar todo el poder espiritual y secular a los abasíes nuevamente y establecer al califa de El Cairo al-Mutawakkil I (1362-1377, 1377-1383 y 1389-1406) como sultán. Obtuvieron el apoyo de los turcomanos y mongoles, ocuparon Damasco y marcharon a El Cairo en la primavera de 1389. Cuando otros emires se unieron a la rebelión en El Cairo, el levantamiento se extendió a la capital, donde Barquq había distribuido armas a la población, barricado las calles y reforzado apresuradamente las fortificaciones. Los rebeldes lucharon por la ciudadela con tirachinas y fuego griego. Después de que más y más de sus seguidores se pasaran al enemigo a pesar de las grandes cantidades de dinero, Barquq primero huyó a una sastrería y luego aprovechó una oportunidad favorable para ir a la fortaleza de Kerak. Hajji II fue reinstalado como sultán en mayo de 1389, pero los dos líderes del levantamiento, Mintasch y Yalbugha, se pelearon de inmediato y lucharon entre sí: uno se escondió en la ciudadela y el otro en la cercana mezquita del Sultán Hasan. Un año más tarde, con la ayuda de los funcionarios locales, Barquq logró liberarse, atraer cada vez más emires de la región con sus mamelucos a su lado y recuperar el gobierno en Egipto en sangrientas batallas. El 1 de febrero de 1390 entró triunfante en El Cairo. El califa al-Mu'tasim (1386-1389) y el sultán Hajji II fueron capturados, este último encerrado en la ciudadela y dejado allí para sus dudosas diversiones.